# Нижнее Кожухово
Нижнее Ко́жухово — опустевшая деревня в Павловском районе Нижегородской области. Входит в состав городского поселения город Горбатов.

## Население
| 2002 | 2010 |
| ---- | ---- |
| 0    | →0   |

## Инфраструктура
Было личное подсобное хозяйство.

## Транспорт
Просёлочная дорога